# تاونشیپ ۸، شهرستان روکس، کانزاس
تاونشیپ ۸ (به انگلیسی: Township 8) یک منطقهٔ مسکونی در ایالات متحده آمریکا است که در کانزاس واقع شده است. تاونشیپ ۸ ۳۴۱ نفر جمعیت دارد و ۶۷۲ متر بالاتر از سطح دریا قرار دارد.